# Akashi-Kaikyo-brug
De Akashi-Kaikyo brug (明石海峡大橋, Akashi Kaikyō Ō-hashi) is een hangbrug in Japan die de stad Kobe verbindt met het eiland Awaji.
De brug is voltooid in 1998 en heeft 4,3 miljard dollar gekost. De brug is 3909,9 m lang en is uit staal gebouwd. De hoofdoverspanning tussen de pijlers was met 1990,8 m de langste ter wereld, totdat in 2022 de 2023 m lange Çanakkale 1915-brug over de Dardanellen geopend werd. De brug kan windsnelheden van 290 km/h aan en is gebouwd om een aardbeving te kunnen weerstaan van 8,5 op de Schaal van Richter. De hoogte van de pijlers is 283 m en nog eens 60 m voor de fundering. Boven in de top van elke pijler zit een dempingsmechanisme dat bewegingen door harde wind en aardbevingen tegengaat. De hoofdkabels van bijna 1 m dik bestaan uit vele dunne staalkabels, waarvan de gezamenlijke lengte 7,5 keer de Aarde rond kan. Deze staalkabels zijn aan elk uiteinde van de brug vast gezet in een ankerblok. Deze ankerblokken wegen ieder 350.000 ton.
De brug was het hoofdonderwerp van een aflevering van National Geographic's Big, Bigger, Biggest.